# Рудницкий, Валерий Ефимович
Вале́рий Ефи́мович Рудни́цкий (1937—2020) — русский советский писатель, прозаик, публицист, поэт и издатель. Член Союза писателей СССР (1975; Союза писателей России с 1992) и Союза журналистов России (с 1997). Лауреат международных и всероссийских литературных премий. Почётный гражданин Вязьмы (2008).

## Биография
Родился 5 октября 1937 года в деревне Неговка Гомельской области. В начале Великой Отечественной войны был с матерью Марией Григорьевной Рудницкой (1913—?), учительницей, эвакуирован из Буда-Кошелёво в Челябинск. Отец, Ефим Исаакович Рудницкий (1911—1941), уроженец села Прокисель, старший сержант, политрук, был призван на фронт и пропал без вести в 1941 году.
С 1954 по 1959 год обучался в Ленинградском институте инженеров железнодорожного транспорта. С 1959 по 1977 год работал мастером и инженером на Вяземском отделении Московской железной дороги. С 1977 по 1989 год работал в должности  генерального директора объединения «Стройконструкция». С 1989 по 1991 год работал в должности первого заместителя председателя Вяземского городского исполнительного комитета. С 1992 по 1997 год — глава администрации Вяземского района. С 1997 года — член Комитета по полиграфии и средствам массовой информации администрации Смоленской области, руководитель издательства Смоленской городской типографии. В последующем работал председателем Комиссии по вопросам социальной сферы и членом Общественной палаты Смоленской области.
Член Союза писателей СССР с 1975 года, с 1992 года —  Союза писателей России и Союза журналистов России с 1997 года, член Вяземской и Смоленской писательской организации Союза писателей России, член Правления и заместитель председателя Смоленского отделения Союза журналистов России. Рудницким было написано более двадцати книг и поэтических сборников, в числе которых: «Осенние клавиши» (1990), «Наваждение» (1993), «Не суди» (2004), «Просто октябрь» (1997), «Меня не лечит время» (2011). На стихи Рудницкого было написано более ста пятидесяти романсов и песен, среди которых известная песня «Поле памяти», созданная в соавторстве с композитором В. И. Михеенковым. 
Скончался 27 марта 2020 года в Смоленске, похоронен на Новом кладбище.
В 2021 году в Вязьме установлена мемориальная доска в память о Рудницком.

## Оценки творчества
По словам почётного гражданина Смоленска, поэта Ю. В. Пашкова: «В работах Валерия Рудницкого перед читателем предстаёт противоречивый и сложный духовный мир современного человека.  Автор умеет гражданские мотивы выражать как глубоко личное переживание».

## Награды
- Орден Почёта (09.04.1997 — «За заслуги перед государством,  успехи, достигнутые в труде, и большой вклад в укрепление дружбы и сотрудничества между народами»[12][4])
- Орден «Знак Почёта» (22.05.1986[4])
- Почётный гражданин Вязьмы (2008[13])
- Лауреат Всероссийской литературной премии имени А. Т. Твардовского[14]
- Лауреат Международной Пушкинской премии (2016 — «За многолетнюю деятельность по сохранению и развитию классической культуры России и создание уникального поэтического цикла, в том числе книги стихов «Избранное»»[15][16])
- Литературная премия имени М. В. Исаковского (2001[17])